# Orion (segédcirkáló)
Az Orion a Kriegsmarine egyik segédcirkálója volt, melyet a második világháborúban használtak kereskedelmi hajók ellen. A hajót a hamburgi Blohm & Voss építette 1930 és 1931 között. A hajó eredetileg egy teherhajó volt, mely a Kurmark nevet viselte, de a második világháború kitörésekor a haditengerészet lefoglalta a hajót és segédcirkálóvá alakították azt. Az átalakított hajó az Orion nevet kapta és 1939. december 9-én állították hadrendbe. A brit Királyi Haditengerészetnél a hajót "Raider A"-nak, azaz "A-támadó"-nak hívták.

## Építése és átalakítása
Az Oriont a hamburgi Blohm & Voss hajógyárban kezdték építeni 1930-ban. A hajó teherhajónak készült, ami a Hamburg-Amerika vonalon közlekedett. Költségmegtakarítás céljából a hajó motorjait a New York nevű óceánjáróból szerelték át a teherhajóra. Később ez rossz döntésnek bizonyult, ugyanis az Orion egész életében motorproblémákkal küszködött.
A háború kitörését követően a német Legfelső Tengerészeti Parancsnokság (Seekriegsleitung) nem volt eléggé felkészülve a teherhejók elleni hadviselésre. Az első világháborúban a német segédcirkálók óriási sikereket értek el a brit hajózási vonalak bomlasztásával. Mindezek ellenére a segédcirkálók eredményeit nem ismerték el kellően, ezért a teherhajók segédcirkálókká való átalakítására irányuló, 1939. szeptember 5-én kezdődő program viszonylag kis méretet öltött.
Az első két átalakítandó hajó a Kurmark és a Neumark volt, melyek átalakításához azonnal hozzáláttak.

## Kereskedelmi hajók elleni portyák
A második világháborúban az Orion volt a németek egyik első segédcirkálója. A hajó 1940. április 6-án hagyta el a német kikötőket, és semleges teherhajónak álcázva hajózott az Atlanti-óceánra, majd a Horn-fokot megkerülve a Csendes-óceánra. 1940 júniusában az Orion elérte az Új-zélandi vizeket, majd a június 13. és június 14. közti éjjelen aknatelepítésbe kezdett Auckland partjánál. Öt nappal később egyik aknájával sikeresen elsüllyesztette az RMS Niagara nevű óceánjárót. Alkalmanként a Kormoran segédcirkálóval együtt, az Orion a szövetségesek Csendes- és Indiai-óceáni hajózási vonalaira is rátámadt. 510 napnyi hajózás és több mint 235 000 kilométer megtétele után az Orion 1941. augusztus 23-án visszatért a megszállt Franciaország Bordeaux-i kikötőjébe. Útja során az Orion tíz hajót süllyesztett el, melyek együttes vízkiszorítása 62 915 tonna volt, valamint további két hajót a Komettel együtt, melyek vízkiszorítása elérte a 21 125 tonnát.

## Balti-tengeri szolgálat
1944-ben a hajót ákeresztelték Hektorra és tüzérségi kiképzőhajóként használták, de 1945 januárjában visszakapta az Orion nevet és a Balti-tengeren keresztül német menekülteket szállítottak vele Németország keleti részéből Észak-Németországba és a megszállt Dániába. 1945. május 4-én, egyik Koppenhágába tartó útja során, Swinemünde partjainál az Orion bombatalálatot kapott és elsüllyedt. A hajón tartózkodó, több mint 4000 főből mindössze 150-en élték túl a katasztrófát. A hajótestet 1952-ben szétbontották.

## Külső hivatkozások
- Az Orion segédcirkáló (Angol)
- Információk az Orion segédcirkálóról (Angol)